# 15131 Alanalda
15131 Alanalda eller 2000 ET54 är en asteroid i huvudbältet som upptäcktes den 10 mars 2000 av Spacewatch vid Kitt Peak-observatoriet. Den är uppkallad efter den amerikanske skådespelaren Alan Alda.